# Zagyvarékas
Zagyvarékas är en ort i Ungern.   Den ligger i provinsen Jász-Nagykun-Szolnok, i den centrala delen av landet, 90 km öster om huvudstaden Budapest. Zagyvarékas ligger 86 meter över havet och antalet invånare är 3 700.
Terrängen runt Zagyvarékas är mycket platt. Runt Zagyvarékas är det tätbefolkat, med 369 invånare per kvadratkilometer. Närmaste större samhälle är Szolnok, 10,5 km sydost om Zagyvarékas. Trakten runt Zagyvarékas består till största delen av jordbruksmark.